# 목적

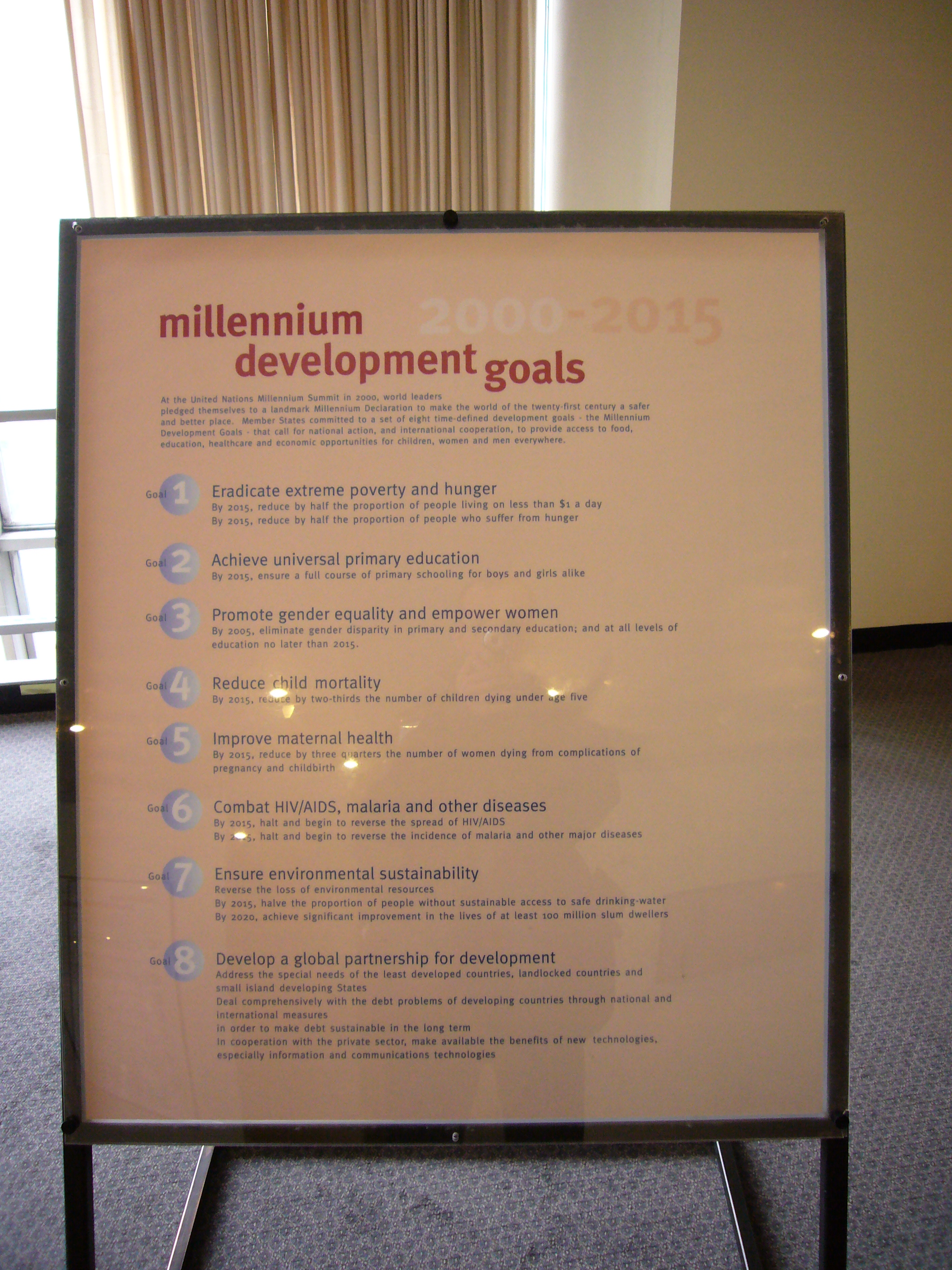
밀레니엄 개발 목표를 보여주는 유엔 본부의 포스터

목적(目的)이란 어떤 것을 하는 목표를 의미한다.
어떤 국어사전에서는 목적에 대하여 다음과 같이 정의하고 있다.
일을 이루려고 하는 목표나 나아가는 방향

목적은 철학적으로도 '살아가는 목적' 등 따위로 넓게 연구되고 있다.

## 다방면의 목적
- 역사 : 역사는 인간의 자기인식을 목적으로 하고 있다.[3]
- 실험 : 대부분의 실험들은 가설의 검증을 목적으로 하고 있다.[4]
- 문화 : 문화는 인간에 대한 탐구와 더불어 살아가는 생활방식을 형성하는 목적을 지닌다.(드라마고)
- 예술 : 예술은 개인의 표현욕구의 실현과 함께 인간과 사회에에 대한 통찰과 기여를 목적으로 한다.(드라마고)

## 목적인
목적인이란 아리스토텔레스가 주장했던 4원인 중에 운동의 원인이 되는 목적을 의미한다.
목적이 있음으로써 그것을 실현하기 위한 운동이 일어나는데, 목적은 운동의 원인으로 볼 수 있다

## 같이 보기
- 목적론